# Бронепалубни крайцери тип „Хай Чи“
Хай Чи (на китайски: 海圻 или на английски: Hai Chi) са серия от два бронепалубни крайцери 2-ри ранг за ВМС на императорски Китай. Построени са във Великобритания в елсуикската корабостроителница на фирмата Armstrong Whitworth (Армстронг) със съдействието на фирмата Мичъл. В преходните години на 19 и 20 век стават първите пълноценни крайцери на китайския флот.

## Представители
Построяването на новите крайцери е планирана по програмата за възраждане на флота на императорски Китай след първата японо-китайска война 1894 – 1895 г.. Впечатлени от успешното използване от японците през войната на бронепалубни крайцери по английски проекти поръчката е дадена на британската фирма Armstrong Whitworth („Армстронг“). Англичаните предлагат като образец строящия се в Елсуйк за Аржентина крайцер „Буенос Айрес“ (проект на Ф.Уотс). Разликите са ограничени до унификация на въоръжението от среден калибър (на аржентинския кораб има и 4,7-, и 6-дюймови оръдия).
Китай поръчва два крайцера, които са заложени през януари (по др. данни през февруари) 1896 г.
- „Хай Тиен“  („Hai Tien“) е спуснат на вода на 25 ноември 1897 г.
- „Хай Чи“  („Hai Chi“), е спуснат на вода на 24 януари 1898 г.

И двата кораба официално влизат в строй през януари 1899 г.

## Описание на конструкцията
Китайските крайцери са типични представители на семейството на „елсуикските“ крайцери – сравнително неголеми бързоходни бронепалубни кораби с мощно въоръжение преди всичко от оръдия среден калибър.
Корабите имат стоманен високоборден корпус с таранен форщевен и гладка, леко седловата палуба, два комина, две мачти с бойни марсове, преден и заден мостик. Четирите парни машини, с обща мощност от 12 500 к.с., ускоряват 4300-тонния крайцер до 22,5, а при форсирана тяга, с обща мощност от 17 000 к.с. – до 24 възела. Главната защита на кораба е доста тънка бронирана палуба, всичко на всичко 1,5 дюйма закалена стомана Харви, на скосовете дебелината ѝ достига до 3 и даже 5 дюйма. Вертикалното брониране се ограничава до бойната рубка (6 дюйма) и щитовете на оръдията (4,5 дюйма).
Основното въоръжение на кораба са носово и кърмово 8-дюймови оръдия на фирмата „Армстронг“ (с електрооборудване за зареждането и насочването) и десет 4,7-дюймови оръдия на същата фирма, поставени на горната палуба по пет на борд; крайните 4,7-дюймови оръдия могат да стрелят съответно по носа или кърмата. Спомагателното артилерийско въоръжение са шестнадесет 47 mm противоминни оръдия, поставени на долната палуба. При тогавашното стремително развитие на минните кораби 47 mm калибър за спомагателна артилерия е съвършено недостатъчен за отразяване на атаките на разрушителите и даже на миноносците. Собственото минно въоръжение на крайцерите се състои от пет надводни торпедни апарата (един във форщевена, по два на всеки борд).
Като цяло „Хай Тиен“ и „Хай Чи“ съответстват на нивото на тогавашните бронепалубни крайцери 2-ри ранг и практически не отстъпват на влезлите в строй малко по-рано японски „Такасаго“, „Читосе“ и Касаги. Обаче използването на новите крайцери в китайския флот се оказва проблематично. Те не могат, както японските им аналози, да изпълняват функциите на разузнавачи при броненосните сили – по причина отсътствие в Китай след разгрома през 1895 г. на собствени броненосци или броненосни крайцери. Що се касае до използването им за крайцерски операции в открито море – елсуикския тип крайцери се оказва за това малоудачен, поради сравнително неголямата далечина на плаване и посредствена мореходност.

## Служба в императорския флот
„Хай Тиен“ и „Хай Чи“ пристигат в Китай в навечерието на въстанието на ихетуаните, което поставя Империята на границата на разпада. През 1900 г. крайцера „Хай Тиен“ се базира в Бохайския залив в пристанището на Крепостта Дагу, близо до Тиендзин – морските врати на имперската столица. Под предлог защита на чужденците международна коалиция започва интервенция, съюзните войски превземат с щурм укрепленията на Дагу. На 18 юли 1900 г. „Хай Тиен“, обкръжен от многочислена ескадра кораби на съюзните държави (в т.ч. – три броненосеца), се разоръжава, предава затворите на оръдията и детайли от съдовите механизми. След сключването от съюзниците с цинското правителство на договора през септември 1901 г. е върнат на Китай. На 25 април 1904 г. претърпява корабокрушение близо до Вузунга (се предградие на Шанхай), потъва до брега изхвърлен на скалите.
Останал единственият китайски крайцер 2-ри ранг „Хай Чи“, изпълнява основно представителни функции като флагман и най-голям военен кораб на Поднебесната империя. Китайският флот вече не се възприема като сериозна военна сила. Един от най-ярките примери за това е инцидента с интернирането от китайското пристанище Чифу на руския миноносец „Решительный“, който на 12 август 1904 г. е пленен от японски отряд от два разрушителя независимо от присъствието в пристанището на китайските крайцери „Хай Чи“ и „Хай Юн“. Тъй като инцидента има широк международен отзвук, китайския адмирал Са Чженбин е даден на съд за това, че даже не и опитва да защитити суверенитета на Китай, под покровителството на когото се намира тогава „Решительный“ 
През 1911 г. „Хай Чи“ е изпратен на далечно плаване в чужбина за участие в международния морски парад по случай коронацията на английския крал Джордж V. През септември същата година крайцера е на посещение в Ню Йорк, където предизвиква ликуване в многочислената местна китайска община. В това време в Китай се случва Синхайската революция, и „Хай Чи“ се връща в родината, която вече е република.

## Служба при републиката
През 1917 г. „Хай Чи“ е преведен в състава на южната ескадра, базирана в Кантон (Гуанджоу). Скоро страната се разпада на отделни провинции, в Китай има непрекъснати войни между регионалните армии. През януари 1924 г. „Хай Чи“ заедно с други кантонски съдове преминава в Циндао, видимо, за поддръжка на съюзния тогава на южняците водач на Манджурия Чжан Цзолин против Пекинското правителство на „Чжилийската клика“. След относителното обединяване, през 1927 г., на Китай от партията на Гоминдана, „Хай Чи“ влиза в състава на базирания в Циндао Североизточен флот, но през юли 1933 г., след въстанието на ескадрата против централното правителство на Чан Кайши, се връща с други кораби обратно в Кантон, който съхранява автономния си статус. През 1934 г. крайцерът преминава известна модернизация. Поставени са 40 mm зенитки, противоминната артилерия е заменена на 76 mm оръдия (възможно, това да е направено и по-рано), крайцерът е оборудван със система за управление на огъня, което, безусловно, подобрява ефективността на корабната артилерия. Въпреки това, парния бронепалубен „Хай Чи“ към това време е окончателно остарял.
През 1935 г. Чан Кайши заповядва превода на кантонските кораби в своята столица Нанкин. Според една от версиите, на „Хай Чи“ избухва метеж, възможно инспириран от японците, опитващи се да склонят екипажа да отиде в Манджоу-Го. На това решил да попречи китайския Централен флот, базиран в Шанхай. По друга версия, опозиционния на Нанкин шанхайски адмирал Чжен Шаогуан сам се опитва да попречи на изпълението на заповедта на Чан Кайши, опасявайки се, че нанкинското правителство ще получи собствен флот.
На 20 юни 1935 г. „Хай Чи“, заедно със стария бронепалубен крайцер 3-ти ранг „Хай Чжен“ тръгва от Кантон, но на следващото утро близо до Хонконг среща корабите на Шанхайската ескадра – леките крайцери „Нин Хай“ и „Ин Суей“, старите бронепалубни крайцери 3-ти ранг „Хай Юн“ и „Хай Чоу“ и канонерката „Юн Сян“. Независимо от това, че по огнева мощ „Хай Чи“ продължава да е, към този момент, най-силния китайски кораб, стария крайцер не може да се противопостави на шанхайските кораби, особено на новия „Нин Хай“.
След няколко изстрела на „Нин Хай“ „Хай Чи“ и „Хай Чжен“ завиват към Хонконг и се укриват в британската колония. Следват преговори, и на 18 юли „Хай Чи“ все пак пристига в Нанкин. Скоро „Хай Чи“ е изваден от състава на флота и зачислен в резерва заедно с другите стари крайцери.
В самото начало на японо-китайската война от 1937 – 1945 гг. възниква опасност от навлизане на японски кораби по река Яндзъ до Нанкин. Китайското командване решава да потопи остарелите съдове, за да закрие пътя към столицата. На 11 август 1937 г. при град Цзянцзин на вливането на Яндзъ (160 km западно от Шанхай) „Хай Чи“ е потопен с още 35 военни и граждански съдове за препречване на речния фарватер.